# Yassine Bouallala
Yassine Bouallala Lechheb (Taourirt, 1989) és un consultor catalano-marroquí, professor en economia i turisme per la Universitat de Girona. És pioner en projectes de col·laboració entre l'empresa i la docència per millorar el sector turístic. La metodologia de gestió de Bouallala es basa en la diversificació dels negocis turístics i en la Responsabilitat Social Corporativa, RSC, de les empreses. És autor d'estudis com l'impacte econòmic del Girona, Temps de Flors de 2012, on s'estima i es quantifica el conjunt d'activitats econòmiques originades directament o indirectament per la cultura.